# چنگوان، شهرستان لیشین
چنگوان، شهرستان لیشین (به لاتین: Chengguan) یک شهرک در جمهوری خلق چین است که در شهرستان لیشین واقع شده‌است. چنگوان ۴۶٬۹۲۸ نفر جمعیت دارد و ۲۹ متر بالاتر از سطح دریا واقع شده‌است.